# Atletica leggera ai Giochi della XXI Olimpiade - Salto in alto maschile

Video della Finale

Video della Finale (film ufficiale dei Giochi)

Il salto in alto ha fatto parte del programma maschile di atletica leggera ai Giochi della XXI Olimpiade. La competizione si è svolta nei giorni 30 e 31 luglio 1976 allo Stadio Olimpico (Montréal).

## Presenze ed assenze dei campioni in carica
| Competizione      | Atleta          | Prestazione | Montréal 1976 |
| ----------------- | --------------- | ----------- | ------------- |
| Monaco 1972       | Jurij Tarmak    | 2,23 m      | Ritirato 1972 |
| Commonwealth 1974 | Gordon Windeyer | 2,16 m      | Assente       |
| Europei 1974      | Jesper Torring  | 2,25 m      | Presente      |
| Asiatici 1974     | Teymour Ghiasi  | 2,21 m      | Presente      |
| Panamericani 1975 | Tom Woods       | 2,25 m      | 7º ai Trials  |

Il vincitore dei Trials USA è Williams Junkunis con 2,28 m. Si qualifica anche Dwight Stones, primatista mondiale con 2,31 m.

## Turno eliminatorio
Qualificazione2,16 m
Ben 14 atleti ottengono la misura richiesta.

## Finale
I favoriti entrano a 2,10. Il polacco Wszola, addirittura, a 2,14. A questa misura sbaglia sorprendentemente il vincitore dei Trials, Junkunis, che esce di scena.

La giornata è piovosa e in pedana si rischia di scivolare. A 2,21 va fuori il campione europeo Torring e cominciano ad andare in crisi i due sovietici. Seniukov sbaglia tre volte, Budalov ce la fa ma si ferma subito dopo a 2,23. A questa misura esce di gara anche il primatista mondiale, l'americano Stones. Rimangono l'atleta di casa Greg Joy e Jacek Wszola. Il polacco, noncurante della pioggia, si issa fino a 2,25 (nuovo record olimpico), dove neanche Joy riesce ad arrivare.
| Pos | Atleta           | Paese            | 2,00 | 2,05 | 2,10 | 2,14 | 2,18 | 2,21 | 2,23 | 2,25 | 2,27 | 2,29 | Misura | Note            |
| --- | ---------------- | ---------------- | ---- | ---- | ---- | ---- | ---- | ---- | ---- | ---- | ---- | ---- | ------ | --------------- |
|     | Jacek Wszoła     | Polonia          |      |      |      | O    | O    | O    | O    | XO   | XX-  | X    | 2,25   | Record olimpico |
|     | Greg Joy         | Canada           | O    | O    | O    | XO   | XXO  | O    | XXO  | X-   | XX   |      | 2,23   |                 |
|     | Dwight Stones    | Stati Uniti      |      |      | O    | O    | O    | O    | XXX  |      |      |      | 2,21   |                 |
| 4   | Sergej Budalov   | Unione Sovietica |      | O    | O    | O    | O    | XO   | X-   | XX   |      |      | 2,21   |                 |
| 5   | Serhiy Seniukov  | Unione Sovietica |      |      | O    | O    | O    | XXX  |      |      |      |      | 2,18   |                 |
| 6   | Rodolfo Bergamo  | Italia           | O    | O    | O    | XO   | O    | XXX  |      |      |      |      | 2,18   |                 |
| 7   | Rolf Beilschmidt | Germania Est     |      | O    | O    | O    | XO   | XXX  |      |      |      |      | 2,18   |                 |
| 8   | Jesper Tørring   | Danimarca        |      |      | O    | XO   | XO   | XXX  |      |      |      |      | 2,18   |                 |
| 9   | Terje Totland    | Norvegia         | O    | O    | XO   | O    | XO   | XXX  |      |      |      |      | 2,18   |                 |
| 10  | Rune Almén       | Svezia           | O    | XO   | XO   | O    | XXO  | XXX  |      |      |      |      | 2,18   |                 |
| 11  | James Barrineau  | Stati Uniti      |      |      | O    | O    | XXX  |      |      |      |      |      | 2,14   |                 |
| 12  | Claude Ferragne  | Canada           |      | O    | O    | O    | XXX  |      |      |      |      |      | 2,14   |                 |
| 13  | Bill Jankunis    | Stati Uniti      |      |      | O    | XXX  |      |      |      |      |      |      | 2,10   |                 |
| 14  | Leif Roar Falkum | Norvegia         |      |      | XO   | XXX  |      |      |      |      |      |      | 2,10   |                 |